# Espineta robusta
L'espineta robusta (Origma robusta) és un ocell de la família dels acantízids (Acanthizidae).

## Hàbitat i distribució
Habita el sotabosc de la selva pluvial a les altes muntanyes de Nova Guinea.